# Apostolisches Vikariat Paksé
Das Apostolische Vikariat Paksé  (lat. Vicariatus Apostolicus Paksensis) ist ein Apostolisches Vikariat der katholischen Kirche in Laos mit Sitz in Pakse.
Es umfasst die vier südlichsten Provinzen des Landes: Champasak, Salavan, Attapeu und Sekong. Das Vikariat wurde am 12. Juni 1967 durch Abspaltung des südlichen Teils des Vikariats Savannakhet geschaffen.
Im Vikariat Paksé existieren 60 Pfarreien, von denen 52 permanente Kirchengebäude besitzen. Apostolischer Vikar war von Oktober 2000 bis Dezember 2017 Bischof Louis-Marie Ling Mangkhanekhoun, der im Juni 2017 zum Kardinal kreiert wurde. Im ganzen Vikariat leben etwa 15.000 getaufte Katholiken, die nur etwa 1 Prozent der Bevölkerung ausmachen. In dem Gebiet sind nur wenige Diözesanpriester tätig, daneben etwa 70 Katecheten und 16 Ordensschwestern, von denen 10 dem Orden der Barmherzigen Schwestern und 6 dem Orden Amantes de la Croix angehören (Stand Ende 2016).

## Apostolische Vikare
- 12. Juni 1967–10. Juli 1975 Jean-Pierre Urkia MEP, Titularbischof von Masclianae
- 10. Juli 1975–30. Oktober 2000 Thomas Khamphan, Titularbischof von Semina
- 30. Oktober 2000–16. Dezember 2017 Louis-Marie Ling Kardinal Mangkhanekhoun, Titularbischof von Aquae Novae in Proconsulari, danach Apostolischer Vikar von Vientiane
- seit 31. Mai 2022 Andrew Souksavath Nouane Asa